# Trưng cầu dân ý Newfoundland năm 1948

Newfoundland (đỏ) và Canada (vàng)

Năm 1948 diễn ra hai cuộc trưng cầu dân ý nhằm quyết định tương lai chính trị của Quốc gia tự trị Newfoundland. Nhân dân được ủy thác để quyết định quốc gia nên gia nhập Canada, vẫn nằm dưới quyền cai trị của Anh Quốc hoặc giành độc lập. Các cuộc bỏ phiếu diễn ra vào ngày 3 tháng 6 và 22 tháng 7 năm 1948. Kết quả cuối cùng là Newfoundland gia nhập Liên bang Canada.

## Bối cảnh
Newfoundland là khu vực có người châu Âu định cư sớm nhất trong phạm vi Canada hiện nay, song cũng là khu vực cuối cùng giành được chính phủ đại nghị hoặc chính phủ trách nhiệm địa phương. Năm 1832, lãnh thổ được trao quyền lập chính phủ đại nghị địa phương theo hình thức một cơ quan dân cử địa phương gồm các công chức giám sát và một thống đốc. Anh Quốc chỉ trao quyền thành lập chính phủ trách nhiệm, tức chính phủ chịu trách nhiệm trước người dân và các quan chức được bầu nắm giữ các chức vụ bộ trưởng, cho lãnh thổ vào năm 1855.
Trong Hội nghị Charlottetown năm 1864 nhằm thảo luận về một liên minh giữa các thuộc địa Hàng hải của Anh tại Bắc Mỹ, Newfoundland không cử bất kỳ đại biểu nào tham dự. Cũng trong năm đó, Newfoundland tham dự Hội nghị Québec do John Alexander Macdonald kêu gọi nhằm thảo luận về một liên minh lớn hơn của các thuộc địa của Anh tại Bắc Mỹ. Hai đại biểu của Newfoundland là F. B. T. Carter và Ambrose Shea có hứng thú về một liên minh với Canada. Tuy nhiên, quần chúng Newfoundland rất không hoan nghênh liên bang, và Newfoundland không cử đại diện đến Hội nghị London năm 1866, tức khi Chính phủ Anh Quốc thông qua Đạo luật Bắc Mỹ thuộc Anh. Năm 1869, Newfoundland tổ chức tổng tuyển cử, phe ủng hộ gia nhập liên minh thất bại.
Đến thập niên 1920 và 1930, Newfoundland có số nợ gần 40 triệu đô la Mỹ, và đứng bên bờ vực phá sản kinh tế. Một ủy ban khuyến nghị rằng Newfoundland nên bỏ chính trị chính đảng và do một Ủy ban chính phủ đặc biệt quản lý, ủy viên sẽ gồm ba người đến từ Newfoundland và ba người đến từ Anh Quốc. Anh Quốc ủng hộ khuyến nghị này, chấp thuận nhận gánh nợ của Newfoundland. Ủy ban chính phủ này bắt đầu vào ngày 15 tháng 2 năm 1934, và quản lý lãnh thổ cho đến khi nó gia nhập Canada vào năm 1949.
Sự thịnh vượng trở lại khi người Mỹ được Anh Quốc mời đến lãnh thổ để đặt căn cứ quân sự trong giai đoạn 1941-45. Dự luật căn cứ Mỹ thành luật tại Newfoundland vào ngày 11 tháng 6 năm 1941.
Sau Chiến tranh thế giới thứ hai, Anh Quốc giảm mạnh dự toán đối với Newfoundland, hy vọng lãnh thổ sẽ quyết định gia lập Liên bang Canada và kết thúc việc ủy ban cai trị. Newfoundland ban đầu đề nghị Canada giúp khôi phục chính phủ trách nhiệm, song Canada đáp lại rằng họ không hứng thú với việc giúp đỡ Newfoundland về kinh tế trừ khi Newfoundland gia nhập Liên bang Canada.
Mặc dù đề nghị liên minh chính trị đầy đủ với Hoa Kỳ bị người Newfoundland phản đối rộng rãi, song Anh Quốc và Canada đều lo ngại rằng một Newfoundland độc lập có thể cuối cùng sẽ mưu cầu sáp nhập với Hoa Kỳ, đặc biệt là nếu kinh tế lại xuất hiện khó khăn. Anh Quốc cảm thấy khó chịu trước viễn cảnh thuộc địa của họ trở thành một lãnh thổ thuộc sở hữu của Hoa Kỳ, và cũng lo ngại rằng tranh chấp biên giới cũ có thể bùng phát nếu Newfoundland gia nhập Hoa Kỳ. Chính phủ Canada mặc dù không có niềm tin rằng tiếp nhận Newfoundland sẽ hữu ích cho kinh tế Canada, song đó là một lựa chọn tốt hơn nhiều so với viễn cảnh quốc gia hầu như bị lãnh thổ Hoa Kỳ bao quanh.
Chính phủ Anh Quốc từ chối chấp thuận cho nhân dân Newfoundland bỏ phiếu về việc liên hiệp với Hoa Kỳ. Mặc dù Hoa Kỳ công nhận tầm quan trọng chiến lược của Newfoundland, song chính phủ của Tổng thống Harry S. Truman cũng nhận thức rằng họ cần sự hợp tác của Anh Quốc và Canada trong Chiến tranh Lạnh. Ngoài ra, những người Newfoundland ủng hộ sáp nhập với Hoa Kỳ kỳ vọng rằng họ sẽ được nhận vào Hoa Kỳ với địa vị một bang và chính phủ Truman biết rằng sẽ rất nan giải để Quốc hội thông qua điều này. Sau khi nhận được bảo đảm rằng chính phủ Canada sẽ tôn trọng các hợp đồng thuê căn cứ tại Newfoundland, Bộ Ngoại giao Mỹ quyết định không xem xét vấn đề.

## Hội nghị quốc gia
Chính phủ Anh Quốc quyết định để cho người Newfoundland thương thảo và lựa chọn tương lai của họ bằng cách triệu tập một quốc hội vào năm 1946. Thẩm phán Cyril J. Fox là chủ tịch quốc hội, với 45 thành viên được bầu và trong đó có thủ tướng tương lai của Newfoundland là Joey Smallwood.
Quốc hội lập các ủy ban để nghiên cứu vị thế tương lai của Newfoundland. Nhiều thành viên cho rằng quyết định cuối cùng được đưa ra vào cuối các cuộc thương thảo của họ, song thời gian biểu trở nên xáo trộn khi Joey Smallwood đề nghị Quốc hội nên cử một phái đoàn đến Ottawa để thảo luận về một liên hiệp vào tháng 10 năm 1946.  Đề nghị của ông thất bại do chỉ nhận được sự ủng hộ của 17 thành viên, song sau đó Quốc hội Newfoundland quyết định cử các phái đoàn đến cả Luân Đôn và Ottawa.
Phái đoàn đến Luân Đôn gồm các thành viên được cho là chống liên hiệp, họ muốn Newfoundland trở thành quốc gia độc lập hơn là gia nhập Canada. Nhóm rời khỏi Newfoundland vào ngày 25 tháng 4 năm 1947, và họp với một phái đoàn Anh Quốc do Bộ trưởng Sự vụ lãnh thổ tự trị Michael Addison dẫn đầu. Anh Quốc trả lời phái đoàn rằng họ sẽ không cung cấp trợ giúp kinh tế cho Newfoundland nếu lãnh thổ trở lại chính phủ trách nhiệm. Lãnh đạo phái đoàn từ Newfoundland là Peter Cashin có một phái biểu giận dữ trước Quốc hội vào ngày 19 tháng 5 rằng"Tồn tại một âm mưu nhằm bán quốc gia này cho Quốc gia tự trị Canada".
Phái đoàn đến Ottawa do các thành viên ủng hộ liên hiệp chiếm ưu thế, bao gồm cả Joey Smallwood, họ muốn liên minh với Canada hơn là độc lập. Các cuộc thương lượng bắt đầu giữa họ và Ottawa vào ngày 24 tháng 6 năm 1947, mục tiêu là ở lại Ottawa đến khi cần thiết nhằm dàn xếp các điều khoản tốt cho sự gia nhập của Newfoundland. Ottawa ban đầu miễn cưỡng vì họ thấy rằng đây không phải là đại diện chính thức của Quốc gia tự trị Newfoundland, song nội các liên bang cuối cùng chấp thuận bắt đầu đàm phán vào ngày 18 tháng 7. Đến giữa tháng 8, hiệp định gồm các điều khoản dự thảo gần hoàn thành. Tuy nhiên, do đại diện của New Brunswick là Frank Bridges từ trần, các cuộc đàm phán kết thúc trên thực tế. Thủ tướng Canada William Lyon Mackenzie King từ chối tiếp tục thảo luận cho đến khi New Brunswick có đại diện, do vậy phái đoàn quay về St. John's.
Quốc hội Newfoundland tái triệu tập vào ngày 10 tháng 10, Joey Smallwood trình bày báo cáo của phái đoàn mình, chọc giận những người phản đối liên minh. Ngay khi Quốc hội quyết định thảo luận về báo cáo, các điều khoản dự thảo từ Ottawa đến. Ottawa đề nghị gánh hầu hết nợ, thương lượng một hiệp định thuế, và phác thảo những công vụ vẫn nằm trong quyền tài phán của tỉnh.

## Trưng cầu dân ý
Newfoundland khuyến nghị rằng Chính phủ Anh Quốc tổ chức một cuộc trưng cầu dân ý về tương lai của Newfoundland. Luân Đôn chấp thuận rằng một cuộc trưng cầu dân ý là một ý tưởng tốt, và để cho Quốc hội Newfoundland quyết định về nội dung ghi trên phiếu. Ban đầu, Quốc hội quyết định rằng chỉ có hai lựa chọn ghi trên phiếu: phục hồi chính phủ trách nhiệm và tiếp tục Ủy ban chính phủ.
Ngày 23 tháng 1 năm 1948, Joey Smallwood đề nghị thêm một lựa chọn là liên minh với Canada. Tranh luận kết thúc vào 5:30 sáng ngày 28 tháng 1, kết quả là đề nghị bị bác bỏ với 29-16 phiếu.  Chính phủ Anh Quốc can thiệp vào tháng 3 và bác bỏ Quốc hội Newfoundland, quyết định rằng liên minh với Canada sẽ là một lựa chọn trên phiếu. Họ thực hiện điều này sau khi có kết luận rằng"sẽ là không đúng khi nhân dân Newfoundland bị tước cơ hội xem xét vấn đề trong trưng cầu dân ý".
Ba phe lớn tích cực vận động trong thời gian chuẩn bị cho trưng cầu dân ý. Một phe do Joey Smallwood dẫn đầu và mang tên là Hiệp hội Liên hiệp (CA), chủ trương liên minh với Canadian. Chiến dịch của họ được tiến hành thông qua một báo gọi là The Confederate. Liên minh Chính phủ trách nhiệm (RGL) do Peter Cashin lãnh đạo, chủ trương một Newfoundland độc lập với sự trở lại của chính phủ trách nhiệm. Họ cũng có tờ báo của mình là The Independent. Đảng Liên minh Kinh tế (EUP) do Chesley Crosbie lãnh đạo thì nhỏ hơn, họ chủ trương quan hệ kinh tế thân cận hơn với Hoa Kỳ.
Cuộc trưng cầu dân ý đầu tiên được tiến hành vào ngày 3 tháng 6 năm 1948. Kết quả như sau:
| Lựa chọn              | Phiếu   | % số phiếu           |
| --------------------- | ------- | -------------------- |
| Chính phủ trách nhiệm | 69.400  | 44,5%                |
| Liên minh với Canada  | 64.066  | 41,1%                |
| Ủy ban chính phủ      | 22.331  | 14,3%                |
| Tổng số phiếu         | 155.797 | 88% (tổng số cử tri) |

Do không có lựa chọn nào đạt trên 50% ủng hộ, một cuộc trưng cầu dân ý thứ nhì được tổ chức vào ngày 22 tháng 7 năm 1948, lần này chỉ còn hai lựa chọn phổ biến nhất. Cả hai phe đều công nhận có nhiều người bỏ phiếu chống chính phủ chịu trách nhiệm hơn là ủng hộ nó, điều này khuyến khích CA và khiến các đối thủ của họ thoái chí, dù RGL và EUP nay trở thành đồng minh. Những người ủng hộ liên minh công khai rộng rãi sự phản đối liên minh mạnh mẽ của Giám mục Công giáo La Mã E. P. Roche, và thuyết phục Hiệp hội Trung thành Cam khuyên những người Tin Lành chống ảnh hưởng của Công giáo. CA cũng lên án những người phản đối liên minh là chống Anh và ủng hộ cộng hòa, và kêu gọi liên minh với"Liên minh Anh"Canada. Những người phản đối liên minh đáp lại rằng"Liên minh có nghĩa là Liên minh Anh cùng với Canada Pháp".
Kết quả trong cuộc trưng cầu dân ý thứ nhì là:
| Lựa chọn                   | Phiếu   | % số phiếu           |
| -------------------------- | ------- | -------------------- |
| Chính phủ chịu trách nhiệm | 71.334  | 47,7%                |
| Liên minh với Canada       | 78.323  | 52,3%                |
| Tổng số phiếu              | 149.657 | 85% (tổng số cử tri) |

Bán đảo Avalon là nơi có thủ đô St. John's và ủng hộ chính phủ chịu trách nhiệm trong cả hai cuộc trưng cầu dân ý, trong khi phần còn lại của Newfoundland thì ủng hộ liên minh. Phần lớn các huyện có cử tri chủ yếu là tín đồ Công giáo đã ủng hộ chính phủ chịu trách nhiệm.

## Phản ứng
Kết quả của cuộc trưng cầu dân ý có tính rằng buộc là gia nhập Canada, Newfoundland bắt đầu đàm phán với Canada để gia lập liên minh. Sau khi hoàn tất các cuộc đàm phán, Chính phủ Anh Quốc tiếp nhận các điều khoản và Quốc hội Anh Quốc sau đó thông qua Đạo luật Bắc Mỹ thuộc Anh 1949, và cho quân chủ ngự chuẩn. Newfoundland chính thức gia nhập Canada vào ngày 31 tháng 3 năm 1949. Trong tuyển cử Nghị viện Newfoundland hai tháng sau đó, Đảng Tự do của Joey Smallwood giành chiến thắng và kiểm soát chính phủ tỉnh cho đến thập niên 1970. Phản ứng đối với sự gia nhập này là không đồng nhất.
Newfoundland có vị thế là một tỉnh, có một số đảm bảo quan trọng do kết quả của việc hợp nhất. Theo quyết định của Ủy ban tư pháp của Xu mật viện vào năm 1927, Canada chấp thuận để Labrador nằm dưới quyền tài phán của Newfoundland, sau một số cân nhắc. Các cam kết như vậy còn được thực hiện trong các lĩnh vực khác, như khai thông một tuyến phà giữa Port aux Basques của Newfoundland với North Sydney của Nova Scotia, và một bảo đảm rằng Newfoundland sẽ có thể tiếp tục sản xuất và bán bơ thực vật, một sản phẩm gây tranh luận cao độ vào đương thời.